# Квашнино (Омская область)
Квашнино — деревня в Колосовском районе Омской области. Входит в состав Строкинского сельского поселения.

## История
Основана в 1736 г. В 1928 году состояла из 143 хозяйств, основное население — русские. Центр Квашниновского сельсовета Нижне-Колосовского района Тарского округа Сибирского края.

## Население
| 1926 | 2010 |
| ---- | ---- |
| 832  | ↘63  |